# Sara Shilo

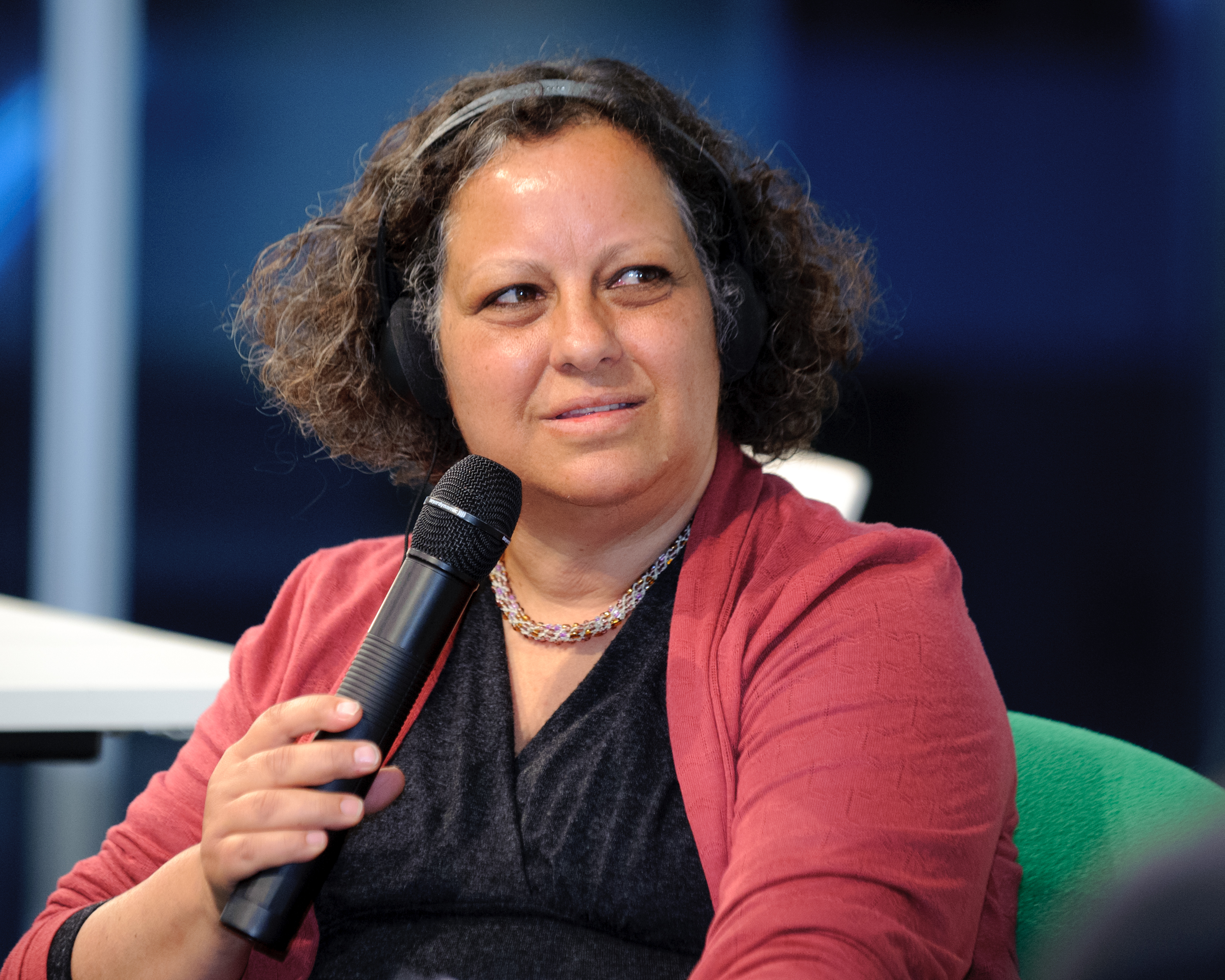
Sara Shilo, Deutsch-Israelische Literaturtage 2012

Sara Shilo (hebräisch שרה שילה; * 1958 in Jerusalem) ist eine israelische Autorin.

## Leben
Shilo ist orientalische Jüdin. Ihre Mutter ist irakischer, ihr Vater syrischer Herkunft.
Sie war als Sozialarbeiterin in Ma’alot tätig und gründete dort ein Puppentheater. 2005 veröffentlichte sie den Roman Zwerge kommen hier keine, der in Israel ein großer Erfolg wurde und mehrere Monate auf der Bestsellerliste stand. 2009 erschien der Roman in deutscher Übersetzung von Anne Birkenhauer und wurde mehrfach in deutschsprachigen Feuilletons besprochen, darunter in der Schweizer Neuen Zürcher Zeitung, der österreichischen Zeitung Die Presse, in der Welt, der Frankfurter Allgemeinen Zeitung und in Literaturen.
Sara Shilo ist verheiratet und hat fünf Kinder.

## Auszeichnungen
- Sapir-Preis 2005 für Zwerge kommen hier keine

## Werk
- Zwerge kommen hier keine. Deutscher Taschenbuch Verlag, München 2009, ISBN 978-3-423-24716-0.